# Кліт Келлер
Кліт Келлер  (англ. Klete Keller, 21 березня 1982) — американський плавець, олімпійський чемпіон.

## Виступи на Олімпіадах
| Олімпіада   | Дисципліна                            | Місце                 |
| ----------- | ------------------------------------- | --------------------- |
| Сідней 2000 | плавання на 400 метрів вільним стилем | 3                     |
| Сідней 2000 | естафета 4 × 200 вільним стилем       | 2                     |
| Афіни 2004  | плавання на 200 метрів вільним стилем | 4                     |
| Афіни 2004  | плавання на 400 метрів вільним стилем | 3                     |
| Афіни 2004  | естафета 4 × 200 вільним стилем       | 1                     |
| Пекін 2008  | естафета 4 × 200 вільним стилем       | 1 (попередні запливи) |